# Juan Felipe Ibarra
Juan Felipe Ibarra (Villa Matará, Santiago del Estero, Virreinato del Río de la Plata, 1 de mayo de 1787 – Santiago del Estero, Confederación Argentina, 15 de julio de 1851) fue un militar y político argentino. Promovió y respaldó militarmente la autonomía de la Provincia de Santiago del Estero, asumiendo luego como su primer gobernador y liderando la misma durante varias décadas. Fue además uno de los caudillos federales que dominaron la política del interior argentino durante las guerras civiles argentinas y la formación del estado nacional.

## Biografía

### Origen familiar e infancia
Juan Felipe Ibarra nació el 1 de mayo de 1787 en Villa Matará (no confundir con la moderna Matará), antiguo pueblo de aborígenes sometidos y baluarte de defensa contra los indígenas del Chaco. Fue su padre el estanciero y militar santiagueño Felipe Matías Ibarra y Argañarás, comandante de la frontera del río Salado con el cargo de sargento mayor. Su madre fue María Andrea Antonia de Paz y Figueroa Luna, sobrina de Santa María Antonia de Paz y Figueroa. Tuvo tres hermanos: Francisco Antonio, Águeda y Evangelista. La penúltima fue madre de Manuel, Antonino, Felipe y Gaspar Taboada.
Pasó los primeros años de su vida en Villa Matará, en medio de las luchas continuas en contra de los aborígenes. Quedó huérfano de padre, y su tío Juan Antonio de Paz, sacerdote del pueblo, se hizo cargo de su educación.

### Juventud
Se destacó por ser un jinete muy hábil, conocedor del bosque chaqueño y las costas del río Salado. Manejaba a la perfección el lazo, las boleadoras y el sable. Aprendió de los aborígenes diferentes tácticas, como el ataque sorpresivo, la emboscada y la huida.
Su tío Manuel Ibarra, sacerdote también, le enseñó las primeras letras y, sin éxito, el latín. Fue enviado a Córdoba y estudió su bachillerato en artes en el Colegio de Monserrat. Ibarra no se destacó por sus dotes intelectuales y, por algunos actos de indisciplina, sufrió varios encierros, ayunos y cepo. Finalmente el Consejo Superior del colegio resolvió por unanimidad que el joven alumno no estaba en condiciones de seguir la carrera y se lo envió de regreso a Matará sin concluir sus estudios.

### Carrera militar
En 1806, a los 19 años, Ibarra integró la compañía de soldados santiagueños que, comandada por Alonso Araujo, marchó hacia Buenos Aires para combatir las Invasiones Inglesas y reconquistar la ciudad.
A fines de 1810, después de la Revolución de Mayo, se incorporó al Ejército del Norte, formando parte del Batallón de Patricios santiagueños creado por Juan Francisco Borges y dirigido por el capitán Pedro Pablo Gorostiaga. Fue a partir de ese momento que logró diferentes condecoraciones y ascensos por su destacada participación en el ejército patriota. Formó parte de la primera expedición al Alto Perú, donde luchó en la batalla de Huaqui en el regimiento bajo las órdenes de Juan José Viamonte. Luego participó en la segunda expedición al Alto Perú, combatiendo en las batallas de Las Piedras (donde fue ascendido a Capitán), Tucumán (tras la cual fue ascendido a Sargento Mayor) y Salta. Cuando José de San Martín asumió el mando del Ejército del Norte, lo incorporó como agregado al Estado Mayor el 20 de abril de 1814. Ibarra hizo también la tercera campaña al Alto Perú, luchando en el desastre de Sipe Sipe de 1815.
No participó en ninguna de las dos revoluciones autonomistas en Santiago del Estero, dirigidas por el teniente coronel Juan Francisco Borges.
El 30 de agosto de 1817, el brigadier Manuel Belgrano lo nombró, ya con el grado de teniente coronel, comandante del fuerte de Abipones, en el sudeste de su provincia natal, eje de la defensa contra el ataque de los aborígenes chaqueños. Allí adquirió prestigio entre los soldados, los gauchos y los hacendados de su provincia. Como jefe formó una reducción de indígenas, buscando atraer a los aborígenes belicosos que hacían saqueos. Por su formación, su personalidad, sus conocimientos en detalle de las costumbres y tácticas aborígenes y su dominio del quichua, Ibarra fue indudablemente el hombre más calificado para comandar el Fuerte de Abipones.
Se reincorporó al Ejército del Norte poco antes del motín de Arequito, del cual no participó. Sin embargo, apoyó al cabecilla del movimiento, coronel mayor Juan Bautista Bustos, en su retroceso a Córdoba. De allí regresó al Fuerte de Abipones, apoyado por un refuerzo enviado por el caudillo y gobernador de Santa Fe, teniente coronel Estanislao López.

### Protagonismo en la autonomía santiagueña

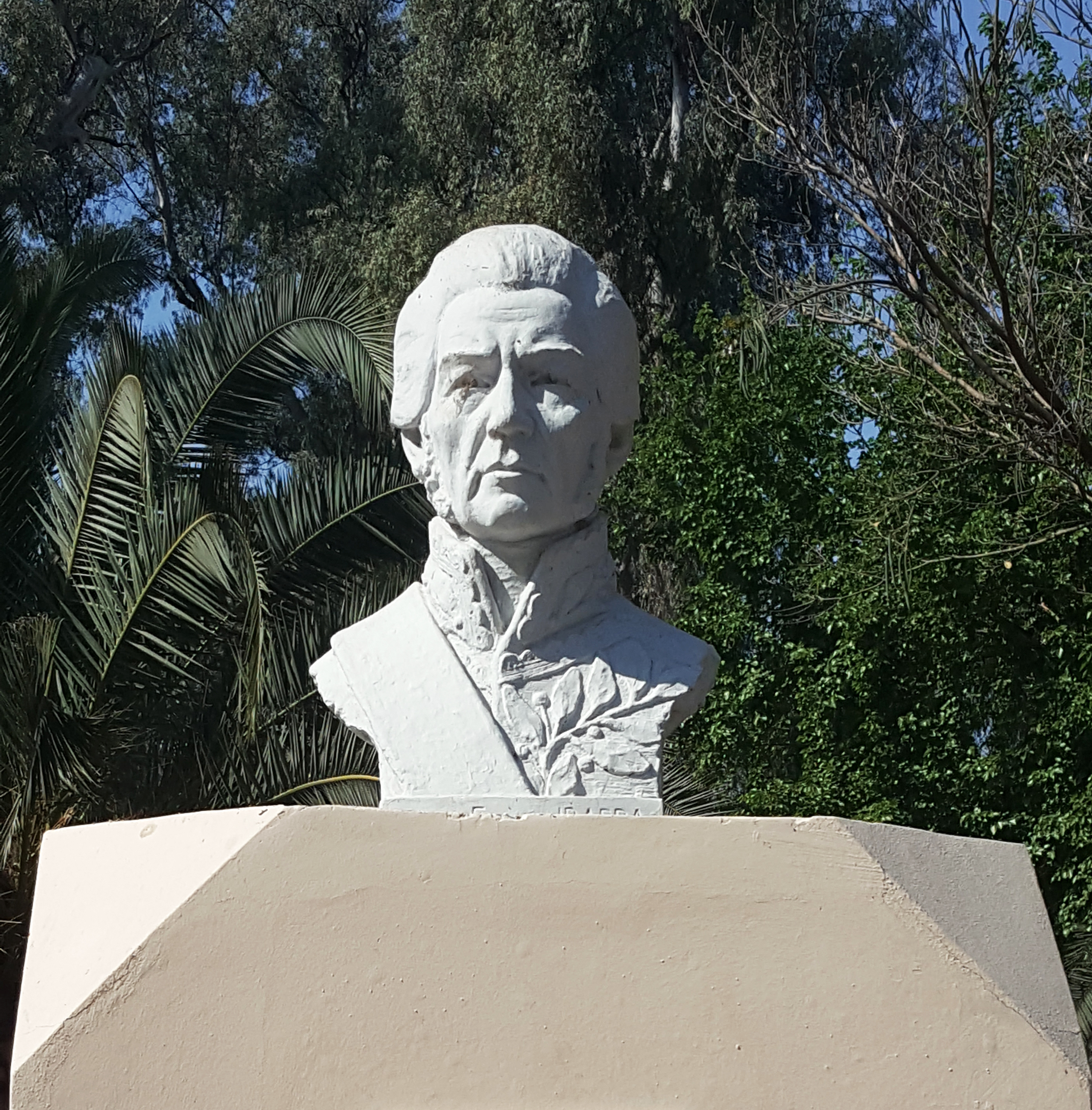
Busto de Juan Felipe Ibarra en el Parque Aguirre de la ciudad Santiago del Estero.

En 1820, Bernabé Aráoz se había hecho nombrar Presidente Supremo de la República de Tucumán, que pretendía incluir a  Catamarca y Santiago del Estero, fuera de la orbita del Directorio de las Provincias Unidas del Río de la Plata. Nunca recibió legitimación de Santiago del Estero , que no designó diputación ni reconoció la autoridad de Aráoz, ni la efímera constitución de la República. Ante la negativa de Juan Felipe Ibarra, Aráoz ejerció presión militar para que se eligieran representantes santiagueños al pretendido Congreso Constituyente de su proyecto federal de República del Tucumán. Este envío de tropas de Aráoz provocó la ruptura de las relaciones y que los santiagueños partidarios de la autonomía provincial y del gobierno del Directorio llamaran en su ayuda a Ibarra para que defendiera sus derechos y la voluntad popular.
Ibarra, siendo el caudillo  militar con tropas en toda la provincia, partió del Fuerte de Abipones con sus hombres hacia la ciudad de Santiago del Estero. Intentó entablar un diálogo con los enviados de Aráoz,  pero finalmente exigió el "abandono inmediato de la plaza y de las municiones" por parte del edecán de Aráoz, Juan Francisco Echauri, que iba dispuesto y armado a tomar la plaza de Santiago del Estero y ejercer el cargo de teniente gobernador, cosa que nunca sucedió.
En la madrugada del 31 de marzo de 1820, Viernes Santo de ese año, el caudillo mandó un ultimátum:

"No puedo ya ser más insensible a los clamores con que me llama ese pueblo en su auxilio por la facciosa opinión que sufre indebidamente de V.S. para cimentar de mucho su esclavitud. Me hallo ya a las inmediaciones de ese pueblo benemérito y si V.S. en el término de dos horas desde el recibo de esta intimación, que desde luego lo hago, no le permite reunir libremente a manifestar su voluntad, cargo con toda mi fuerza al momento".

Por la mañana, no teniendo Ibarra  una respuesta favorable de las fuerzas de Aráoz avanzó con sus tropas por el sudeste de la ciudad. La escaramuza entre las fuerzas de Ibarra y Echauri ocurrió en los alrededores del templo de Santo Domingo, pero la pelea fue breve y definitoria. Al cabo de unas horas, Echauri y los tucumanos se dieron a la fuga, y hacia el mediodía Ibarra y los santiagueños retomaron el control de la ciudad.
Ese mismo día se convocó a un cabildo abierto en la ciudad de Santiago del Estero que nombró  gobernador de la provincia Ibarra y lo ascendió a coronel mayor, grado equivalente a general. El 5 de abril, Ibarra se dirigió al gobierno de Buenos Aires adhiriendo al tratado del Pilar, y prometiendo la concurrencia de diputados al Congreso Federal que se establecería.
El 27 de abril de 1820 se produjo la declaración de autonomía de la provincia de Santiago del Estero, erigiéndose como uno de los territorios de la Confederación del Río de la Plata e Ibarra fue ratificado como su primer gobernador.

### Gobernador de Santiago del Estero: primer mandato

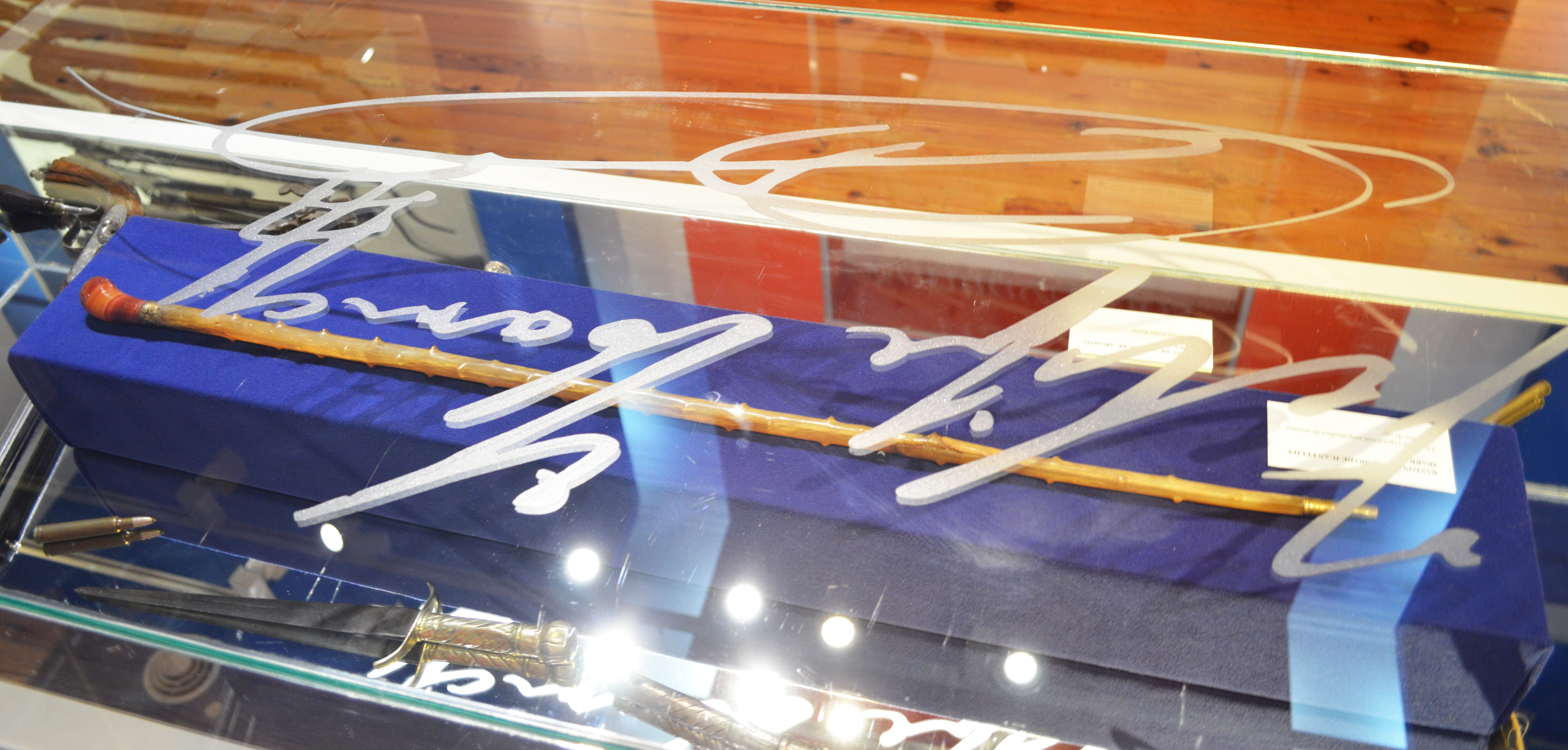
Bastón de mando de Juan Felipe Ibarra, exhibido en el Centro Cultural del Bicentenario de Santiago del Estero.

Ibarra designó a Eduardo Torres como su secretario y a Pedro Pablo Gorostiaga como ministro tesorero (de Hacienda). También fueron sus secretarios Damián Garro y Pedro J. Reyes. Entre sus primeras medidas de gobierno, solicitó a Buenos Aires la liberación de los diputados santiagueños, presbíteros Pedro León Díaz Gallo y Pedro Francisco de Uriarte, quienes se encontraban presos luego de la disolución del Congreso de Tucumán.
Mientras tanto el gobernador tucumano Aráoz buscó una alianza con Bustos, gobernador de Córdoba, para deponer a Ibarra, pero falló. Al comenzar 1821, Aráoz empezó a conspirar con el capitán de milicias Celedonio Alderete y el comandante Javier López para que acordaran con Gregorio Iramain deponer al santiagueño. Las conversaciones se realizaron en Ardiles, en el hogar de Juan Nepomuceno Paz, pero fueron descubiertos por Juan Ermenegildo Vargas y denunciados el 16 de enero. Ibarra rápidamente puso fin a la intentona, ordenando arrestar y decapitar a todos los sospechosos. Después de esto, Aráoz invadió abiertamente Santiago del Estero con mil hombres, por lo que Ibarra pidió ayuda al coronel mayor Martín Miguel de Güemes. El 5 de febrero de 1821 se produjo el combate de Los Palmares, donde las tropas de Aráoz fueron derrotadas por los santiagueños de Ibarra, ayudados por el tucumano Alejandro Heredia que respondía al general Güemes con refuerzos de Salta. En consecuencia, obligaron nuevamente al tucumano Aráoz a retirarse y enviaron a una expedición  del Ejército del Norte, dirigida por Heredia, y las milicias santiagueñas, bajo el mando personal de Ibarra, para deponer al vencido Aráoz . Sin embargo, fueron vencidos en la batalla de Rincón de Marlopa, el 3 de abril, por el coronel Abraham González. El conflicto entre Tucumán y Santiago del Estero finalizó gracias a la mediación del gobernador cordobés Bustos y ambas partes firmaron el Tratado de Vinará, el 5 de junio de 1821, en el que Aráoz reconoció la autonomía de la provincia de Santiago del Estero.
Juan Felipe Ibarra, liberado de la ambición autonomista de Aráoz, formó una división que puso al mando del coronel José María Paz, para formar parte de una expedición al Alto Perú que había proyectado Güemes con San Martín para aislar al ejército realista en el Alto Perú desde las "provincias de abajo", hasta tanto llegara San Martín a Lima, pero ésta solo se haría cuatro años más tarde. Más tarde aún, esas mismas tropas participarían en la guerra contra el Imperio de Brasil.
Ibarra había sido designado gobernador por dos años y vencido ese período disolvió la Legislatura. El pueblo se reunió en cabildo abierto y le hizo saber que su mandato había finalizado. Ibarra se presentó en el recinto, arrojó el bastón, insultó a los integrantes del cabildo y se retiró hacia el río Salado. Desde allí envió a sus seguidores y desalojó a todos los miembros del cabildo, haciendo sentir su autoridad de un modo absoluto.
El suyo no fue un gobierno "ilustrado": es decir, no fomentó la educación, ni el comercio, ni las instituciones públicas. Se limitó a administrar lo que tenía, defender a la provincia de sus enemigos (sobre todo de los aborígenes chaqueños), mantener los caminos y poco más. Solo alcanzó a fundar una escuela en la capital.

#### Conflicto con Rivadavia y los unitarios

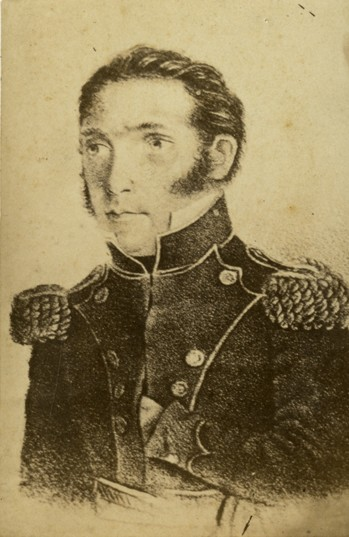
Manuel Dorrego, aliado de Ibarra y defensor del federalismo.

El 10 de junio de 1824 se convocó a un Congreso General a reunirse en Buenos Aires. Se eligieron como diputados representando a Santiago del Estero a Pedro Francisco Carol, Félix Ignacio Frías y los presbíteros Pedro León Díaz Gallo y Manuel Vicente Mena, todos destacados juristas y funcionarios santiagueños. En febrero de 1826, dicho Congreso nombró como presidente a Bernardino Rivadavia y sancionó una ley que convertía a la ciudad de Buenos Aires en capital de la nación. En noviembre resolvió duplicar el número de representantes por cada provincia; se sumaron como diputados por Santiago del Estero: Juan Antonio Neirot, Antonio María Taboada, José Francisco Ugarteche y el coronel porteño Manuel Dorrego. Este último se había reunido con Ibarra y fue elegido por él para liderar las posturas federales en el Congreso de mayoría unitaria. De todos modos, se sancionó una constitución unitaria el 28 de diciembre de 1826. Ibarra, al igual que la mayoría de los gobernadores, la rechazó.
El Congreso envió delegados a todas las provincias que se habían manifestado en contra de la forma unitaria de gobierno, a efecto de buscar su aprobación. El 29 de enero de 1827 se apersonó en la residencia del gobernador Ibarra el emisario de Rivadavia, Manuel de Tezanos Pinto, con el objeto de presentarle el texto de la nueva constitución unitaria y solicitarle su aprobación. Ibarra lo hizo esperar un buen rato y luego lo atendió vestido de camisa, calzoncillos y un pañuelo atado a la cabeza. Le explicó que de ninguna manera aceptaba la constitución, tampoco quiso convocar a la Legislatura provincial para que lo tratara y le otorgó al emisario 24 horas para que se retirara de la provincia. Este trato particular de Ibarra se repitió con el recibimiento de los doctores Manuel Castro y Diego Zavaleta, enviados desde Buenos Aires por Rivadavia. Ibarra los recibió vestido de gaucho, con chiripá, botas de potro y vincha roja en la frente.

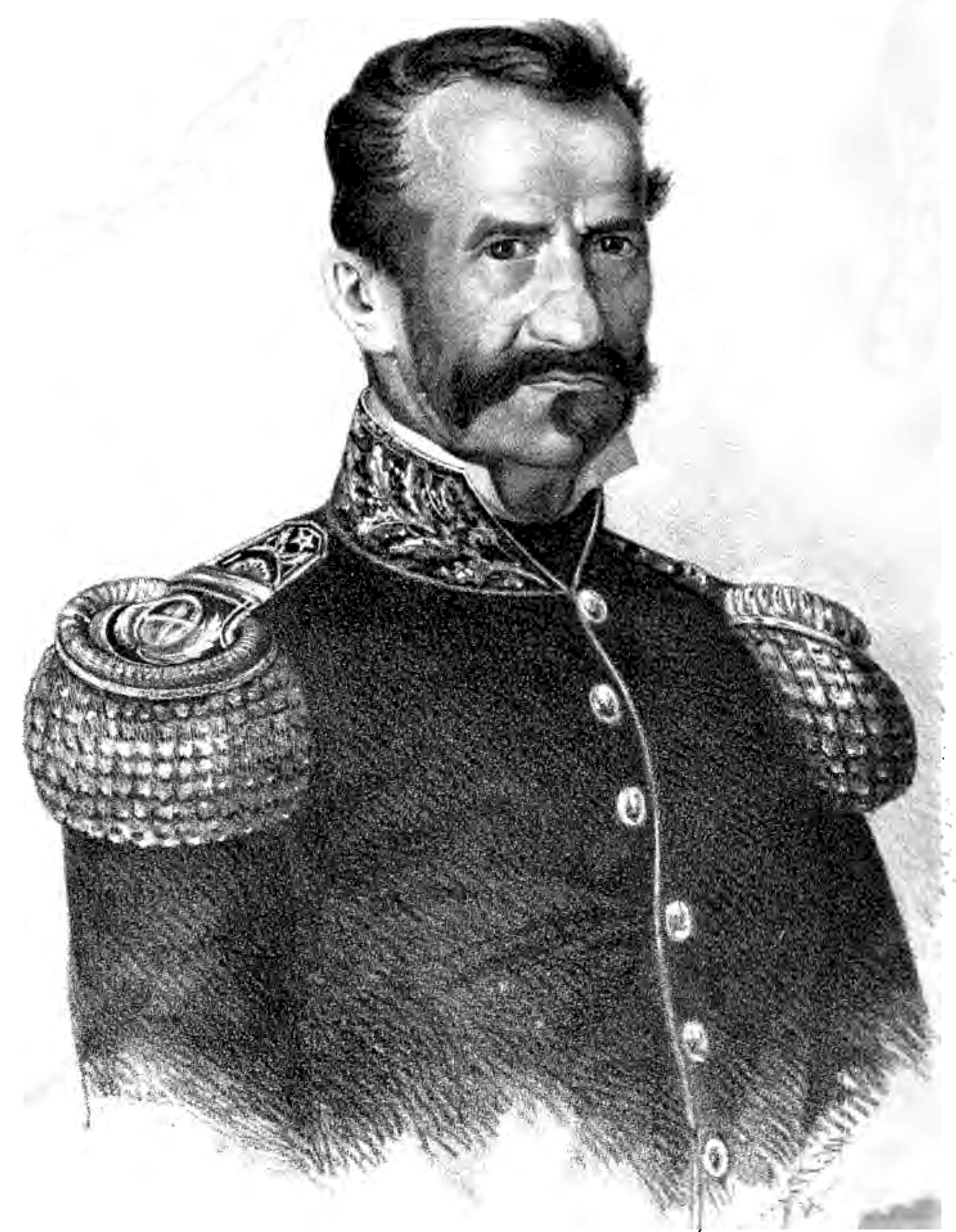
El unitario Gregorio Aráoz de Lamadrid, principal enemigo de Ibarra en el norte.

En 1825, el coronel Gregorio Aráoz de Lamadrid había sido enviado por orden de Rivadavia al interior para reclutar un nuevo contingente de tropas para la guerra de Brasil. En Tucumán ocupó por la fuerza el gobierno (también de tendencia unitaria) y luego invadió Catamarca para colocar a un gobernador unitario. El caudillo y comandante riojano Facundo Quiroga llamó en su ayuda a Ibarra para restituir al gobernador federal en Catamarca y combatir juntos a Lamadrid y los unitarios. Sin embargo, Ibarra no llegó a tiempo con sus tropas para intervenir. Quiroga de todos modos atacó a Lamadrid y lo derrotó en la batalla de El Tala, el 27 de octubre de 1826. Creyendo que Lamadrid había muerto en combate, retrocedió hacia San Juan.
Meses más tarde Lamadrid recuperó el poder y mandó un ejército al mando del coronel Francisco Bedoya para que invadiera Santiago del Estero. Bedoya partió de San Miguel de Tucumán el 5 de diciembre de 1826 con 1200 a 1500 soldados. El día 31 ocupó Santiago del Estero, pero Ibarra se había retirado hacia el sur, acampando en Maco y sin presentar batalla. Ibarra aplicó una estrategia que repetiría varias veces, siempre con éxito: la tierra arrasada. Evacuó la capital y el campo circundante, cerró los accesos de agua a la ciudad, envenenó los pozos de los alrededores, quemó las cosechas y destruyó el forraje, forzando a Bedoya y sus hombres a retirarse el 10 de enero de 1827.
Rivadavia encargó a Lamadrid derrocar a todos los gobernadores federales del norte que se oponían a su mando y no lo reconocían. Para lograrlo, Lamadrid contó con un refuerzo de 200 mercenarios colombianos, al mando del coronel Domingo López Matute, que habían llegado de Salta provenientes del ejército del mariscal Sucre. Además contaba con onzas de oro enviadas desde Buenos Aires para pagarle a dichos mercenarios. Tras incorporar las fuerzas de López Matute a las suyas, el 30 de mayo de 1827, Lamadrid salió de Tucumán e invadió  la provincia de Santiago del Estero con una columna de 3000 hombres al mando de José Ignacio Helguero. Ibarra intentó el mismo tipo de defensa pasiva que ya le había dado buenos resultados, por lo que Lamadrid no pudo mantener la posición y se retiró. Sin embargo los colombianos sorprendieron su campamento y lo derrotaron, obligándolo a huir hacia Córdoba, desde donde llamó a Quiroga en su auxilio. El caudillo riojano se preparó y volvió a avanzar hacia Tucumán, pasando por Santiago del Estero donde se le sumaron Ibarra y 600 santiagueños. Lamadrid fue atacado por un ejército al mando de Quiroga e Ibarra y fue derrotado nuevamente el 6 de julio en la batalla de Rincón de Valladares. Los caudillos federales desmantelaron a las tropas tucumanas y se llevaron una cantidad considerable de ganado.
A pesar de los permanentes ataques que Santiago del Estero recibía, ordenados por el presidente Rivadavia, Ibarra dispuso ayudar a Buenos Aires en la guerra contra el Brasil.

### El breve destierro y el regreso

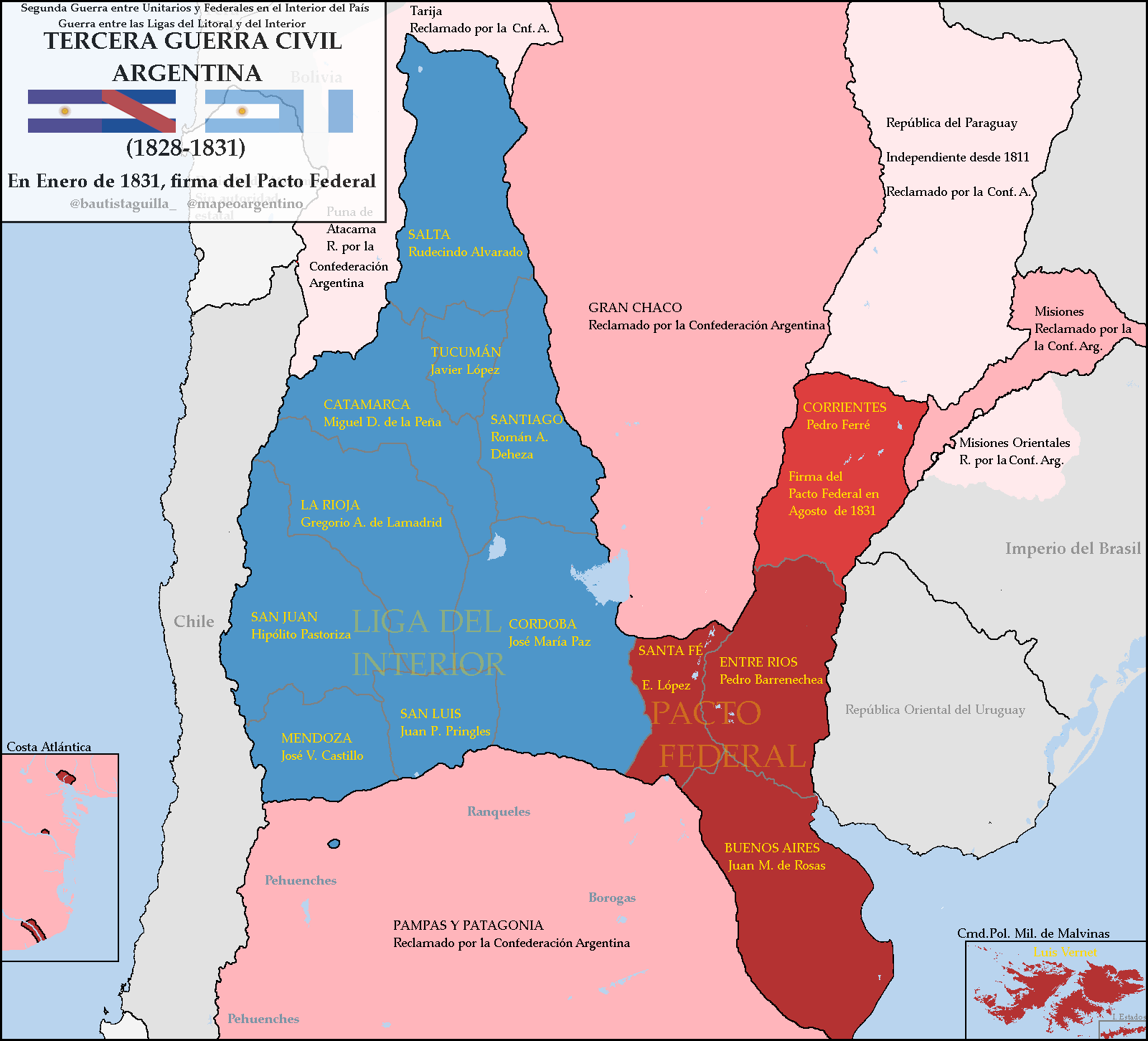
La provincia de Santiago del Estero se adhirió a Liga del Interior durante el destierro de Ibarra.

Caído Rivadavia, Ibarra apoyó al gobierno de Dorrego en Buenos Aires, al que reconoció carácter nacional. Pero en diciembre de 1828, Dorrego fue derrocado y fusilado por el coronel mayor Juan Lavalle, quien era jefe de las fuerzas veteranas que volvían del Brasil y de la Banda Oriental. Poco después, el entonces coronel mayor (general) José María Paz invadía Córdoba y derrocaba al general Bustos. Ibarra creyó en las promesas pacifistas de Paz, pero después de derrotar a las fuerzas riojanas y cuyanas del brigadier Facundo Quiroga en Oncativo, Paz envió a las provincias aliadas de Facundo intervenciones militares que instalaron gobiernos unitarios. En mayo de 1830, fuerzas del gobernador tucumano, coronel Javier López, y del gobernador salteño, general Gorriti, invadieron Santiago del Estero con permiso de Paz y ocuparon la capital el día 14. Ibarra no quiso llevar a cabo su táctica de tierra arrasada, y perdió todo; aprendería la lección. Hizo llegar su renuncia a la Legislatura el 27 de mayo de 1830. Luego, en compañía de 600 de sus hombres, tuvo que huir hacia Santa Fe en busca de refugio con su amigo Estanislao López. Su hermano Francisco Antonio Ibarra logró reunir 3000 santiagueños en Loreto, pero fue alcanzado y derrotado por el coronel Juan Balmaceda. Manuel Alcorta fue designado por la Legislatura como gobernador provisorio y el 10 de julio de 1830 fue proclamado gobernador «en propiedad».
Disconforme con ese nombramiento, Paz envió en septiembre de 1830 al coronel Román Deheza con 160 soldados. Al arribar a Santiago del Estero, Deheza se hizo nombrar gobernador en lugar de Alcorta y firmó el pacto que fundaba la Liga del Interior, dirigida por Paz. El gobierno de Román Deheza vio la persecución a los bienes y personas de marcado origen federal como algo legítimo, viéndose que Ibarra ya no estaba en la provincia, así que procedió sin cautela en este punto. Varios grupos de santiagueños ibarristas comenzaron una guerra de guerrillas y terminaron expulsando a Deheza en abril de 1831. Casi al mismo tiempo, Paz caía en poder del brigadier Estanislao López. Este último, general en jefe de las fuerzas del Pacto Federal en guerra contra la Liga del Interior, había invadido el este de Córdoba con fuerzas santafesinas y porteñas en febrero de 1831. Ibarra no se apuró a regresar y tomar nuevamente el poder; en cambio, dejó gobernar a un hacendado y comerciante santiagueño llamado Santiago de Palacio. A decir verdad, mientras Palacio estaba aparentemente al frente del ejecutivo provincial, el poder real lo ejercía Ibarra.
Mientras tanto, el diezmado ejército unitario, que había retrocedido de Córdoba a Tucumán al mando del ya coronel mayor Lamadrid, era derrotado cuatro veces por Quiroga. El caudillo riojano, tras el desastre de Oncativo y el forzado exilio en Buenos Aires, había regresado con un puñado de presos porteños a la acción, asolando el sur de Córdoba y reconquistando Cuyo y La Rioja. Posteriormente, avanzó al norte con un nuevo ejército de riojanos, cuyanos y catarmaqueños. La última y más importante de esas batallas fue la de La Ciudadela, del 4 de noviembre de 1831. Ibarra, unido con sus fuerzas santiagueñas a Quiroga, participó liderando parte de la caballería federal. Esta batalla fue una derrota decisiva para las tropas unitarias, que provocó la disolución de la Liga Unitaria y dio fin a la guerra civil por un tiempo.

### Gobernador de Santiago del Estero: segundo mandato

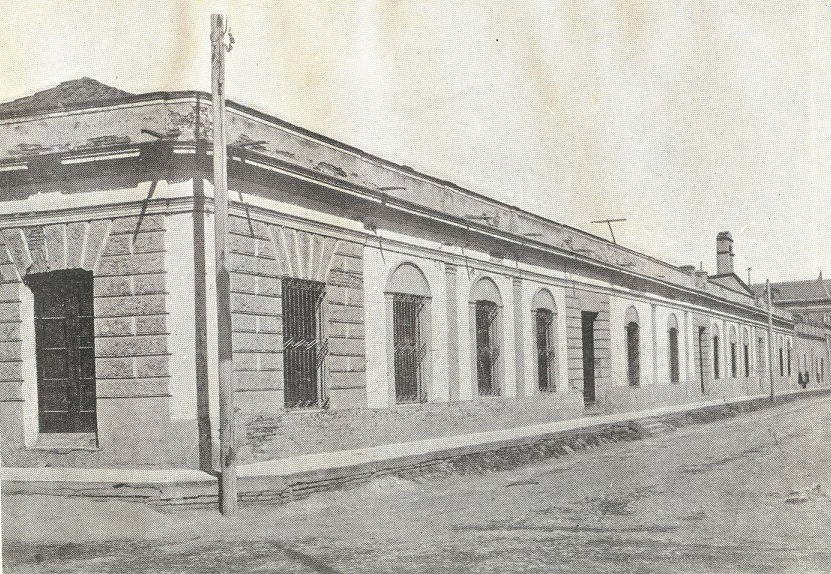
Casa de Juan Felipe Ibarra (circa 1869).

El 16 de febrero de 1832, Ibarra fue elegido gobernador por la Legislatura por tres años y esta vez aceptó el cargo. El 20 de febrero el poder legislativo lo elevó al grado de Brigadier y Capitán General. En marzo firmó un tratado de amistad con Tucumán y en ese mismo mes se designó a Urbano de Iriondo como diputado por Santiago del Estero ante la Liga del Litoral. Ibarra intentó forzar la sanción de una constitución nacional, de espíritu federal, pero el nuevo gobernador porteño, brigadier Juan Manuel de Rosas, convenció a todos los gobernadores federales de postergarla.
El 27 de junio de 1832 creó el departamento de policía, designando a José A. García como jefe, y al mes siguiente dictó el reglamento del cuerpo. El 31 de octubre de ese año abolió el Cabildo de Santiago del Estero y además suprimió varios artículos del Reglamento de Organización Política de 1830, que trataba acerca del poder judicial y se facultaba al gobierno para que en su lugar se nombren jueces. El 15 de abril de 1833 decretó la prohibición de vender aguardiente y aloja en las calles, permitiendo su expendio únicamente en las pulperías y en determinadas horas, siendo castigados con prisión quienes desobedecieran esa prohibición. También decretó que no se admitirían en la provincia individuos sin profesión, los vagos serían destinados a poblar las fronteras, los ebrios azotados y enviados a los fortines en caso de reincidencia. También quedaba prohibido portar armas y entrar o salir de la provincia sin pasaporte.
En julio de 1833, Ibarra dirigió una campaña contra los aborígenes y delegó el mando en el ministro Adeodato de Gondra. En otro decreto del 23 de octubre de 1834, prohibió toda clase de juegos en las pulperías y ordenó a la policía el estricto cumplimiento de esa disposición. Declaró la guerra contra los ladrones y cuatreros. Ibarra también dispuso la mensura de todos los terrenos particulares, siendo una especie de relevamiento catastral.
A pocos meses de finalizar su mandato de tres años, en diciembre de 1834, Ibarra solicitó a la Legislatura la sanción de una constitución provincial y designó una comisión para que preparara un anteproyecto. El 7 de febrero de 1835, a días de expirar su mandato, Ibarra pidió un mes de prórroga a los efectos de preparar la rendición de cuentas que todo administrador debía presentar al finalizar su mandato. El 21 de febrero de 1835, el poder legislativo provincial, presidido por el padre Ferrando, le concedió una prórroga hasta que se sancionara la constitución. En ese tiempo, Ibarra hizo que todos los comandantes de campaña le dirigieran un oficio, en nombre de los representantes de sus departamentos, haciéndole saber que absolutamente nadie mejor que él podía trabajar por la felicidad de su pueblo, y le solicitaban hiciera el sacrificio de continuar gobernando. También pedían que fuera designado gobernador vitalicio, con facultades extraordinarias y que se declarasen nulos los poderes dados a sus representantes. De esta manera, se hizo elegir gobernador vitalicio con la "suma del poder público", quitó el mandato otorgado a los diputados y disolvió la Legislatura. 

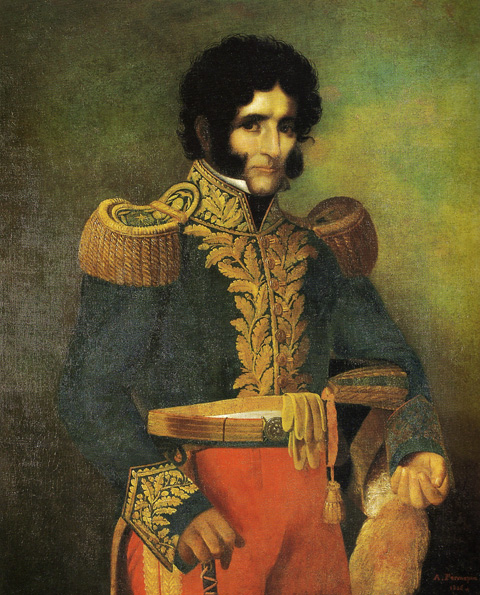
Brigadier general Facundo Quiroga.

Cuando en 1834 estalló una guerra entre Tucumán y Salta —la cual Ibarra apoyó discretamente— recibió en su provincia al mediador enviado por Buenos Aires, general Facundo Quiroga. El mediador riojano logró que el 6 de febrero de 1835 los gobernadores Ibarra (Santiago del Estero), Alejandro Heredia (Tucumán) y José Antonino Fernández Cornejo (Salta) firmaran un tratado de alianza, paz y amistad. Luego de ese logro, Ibarra quiso persuadir a Quiroga de no regresar a Buenos Aires por Córdoba, pues le habían llegado comentarios de su posible asesinato. Mientras permaneció en tierras santiagueñas, Ibarra lo protegió con un gran ejército hasta el límite con Córdoba. Pero Quiroga finalmente fue asesinado en Barranca Yaco. Indirectamente, este hecho llevó al poder a Rosas en Buenos Aires y a su dominio del interior del país, con lo que Ibarra pasó a ser una dependencia política de Rosas.
El 8 de septiembre de 1836, la provincia de Catamarca le concedió a Ibarra el rango de Brigadier General, por los servicios prestados a la federación. El 24 de septiembre de ese año, Ibarra inauguró el templo de Nuestra Señora de la Merced de la capital santiagueña, edificio que en el siglo siguiente sería declarado Monumento Histórico Nacional.
Desaparecidos Estanislao López y Facundo Quiroga, Ibarra quedó como principal lugarteniente de Rosas. De la situación del caudillo de Buenos Aires pasaba a depender también la estabilidad de Ibarra.
Durante la guerra contra la Confederación Peruano-Boliviana (liderada por el mariscal Andrés de Santa Cruz), a pesar de su muestra de apoyo a Rosas en el conflicto, Ibarra no envió ningún contingente. El motivo era que el general en jefe del ejército argentino en ese frente era el caudillo y gobernador de Tucumán, coronel mayor Alejandro Heredia. Este también dominaba, indirectamente, las provincias de Catamarca, Salta y Jujuy y se había transformado en enemigo del caudillo santiagueño.
A fines del conflicto en el norte, el 10 de noviembre de 1838, las provincias de Santiago del Estero, Catamarca y La Rioja firmaron una alianza ofensiva y defensiva. De esta manera, Ibarra apoyó con tropas una revolución en Catamarca en contra del caudillo tucumano Heredia. La situación hubiese terminado en una guerra de no haber sido por el asesinato de Heredia en Lules el 12 de noviembre de 1838.
Tras la expulsión del efímero gobernador santafesino Domingo Cullen (sucesor de Estanislao López) en septiembre de 1838, este se refugió en Santiago del Estero. Cullen era, en realidad, un agente de unitarios y franceses que buscaban combinar con los gobernadores del interior un levantamiento contra Rosas. Detrás de Cullen, el 17 de febrero de 1839, llegó Juan Pablo Duboué a Santiago del Estero. Este era un comisionado secreto del presidente uruguayo Fructuoso Rivera y los franceses. Duboué mantuvo una entrevista con Ibarra y el exgobernador santafesino Cullen. Les solicitó que sus respectivas provincias se separasen de Rosas y le revocaran el manejo de las relaciones exteriores, gestión para la cual contarían con el apoyo del gobierno uruguayo y de Francia. El enviado prosiguió con su misión por otras provincias, mientras que Cullen organizó una invasión a Córdoba para destituir al gobernador de esa provincia y aliado de Rosas, Manuel López. El fracaso de esta hizo que Ibarra arrestara a Cullen y lo entregara a Rosas, que lo hizo fusilar sin más trámite el 22 de junio de 1839. Juan Pablo Duboué también fue detenido y fusilado por órdenes de Rosas en la provincia de Mendoza el 21 de agosto de ese año.

#### Otra guerra civil: la Coalición del Norte

En celeste, las provincias integrantes de la Coalición del Norte y en rosado las provincias federales, lideradas por Juan Manuel de Rosas.

La paz no fue duradera: tras el asesinato del gobernador tucumano y federal Alejandro Heredia, el unitario Bernabé Piedrabuena se hizo cargo del gobierno. Junto con él, llegaron al poder jóvenes hombres como Salustiano Zavalía, Marco Avellaneda, Brígido Silva, Benjamín Villafañe y Lucas Zavaleta. Todos eran enemigos del régimen rosista y contaban también con el apoyo intelectual de Juan Bautista Alberdi. De esta manera, iniciaron varias revueltas en todo el país contra Rosas. El 7 de abril de 1840, la provincia de Tucumán se pronunció públicamente contra Rosas; lo desconoció en su carácter de gobernador de Buenos Aires, retirándole también la delegación de las relaciones exteriores. Los gobernadores de Salta, Jujuy, Catamarca y La Rioja, estaban también dispuestos a aliarse a ellos para enfrentar a Rosas y formaron una alianza, conocida como la Coalición del Norte. Ibarra fue invitado a unirse a ella e incluso le ofrecieron la dirección política de todo el bloque, pero permaneció fiel a Rosas; principalmente, por aversión a la actitud soberbia de los “doctores” que la dirigían. Este rechazo de Ibarra a la propuesta de los gobernadores del Norte, desbarató la Coalición.

#### Alzamiento del 25 de septiembre de 1840
En plena situación de conflicto con la Coalición del Norte, el 25 de septiembre de 1840 estalló en Santiago del Estero una revuelta en contra de Ibarra, de la que resultó muerto su hermano, Francisco Antonio Ibarra. Las fuerzas sublevadas se situaron en lo que hoy es la esquina de las avenidas Pedro León Gallo y Colón de la ciudad de Santiago del Estero. Fueron líderes de esa rebelión el comandante Domingo Rodríguez y los capitanes Santiago Herrera, Mariano Cáceres y Ramón Roldán. El comandante Rodríguez era un español que se desempeñaba como segundo jefe de la tropa que mandaba Francisco Ibarra. Se había desempeñado como jefe del Fuerte de Abipones, designado por Román Deheza y fue el propio Ibarra quien lo trasladó como segundo de su hermano.
Francisco Ibarra se dirigió a sofocar esa rebelión, pero al llegar fue lanceado y muerto. Apenas supo de eso, Ibarra montó en su caballo y huyó hacia el Salado. Allí reunió a su gente y se preparó para el contraataque. Mientras tanto en la ciudad, Rodríguez convocó al juez Únzaga para que eligiera un nuevo gobernador según las normas de acefalía. Se reunieron 41 vecinos, que eligieron gobernador a Rodríguez y firmaron un acta que fue redactada por José María Libarona. Otra versión indica que Libarona fue mandado a buscar a su casa con la amenaza de ser conducido a la fuerza, ya que no concurrió a la primera citación; y además, que fue obligado a firmar el acta. La primera medida de Rodríguez fue realizar una contribución forzosa entre la ciudadanía. Pero las tropas leales a Ibarra, lideradas por el capitán Juan Quiroga, optaron por rebelarse a favor del caudillo. Rodríguez y unos cuantos seguidores huyeron a Tucumán.
El 28 de septiembre, una división de 200 hombres de Ibarra llegó desde Pitambalá, entró en la ciudad y encontraron que Rodríguez había delegado el mando en el juez Únzaga. La revolución fracasó, sin luchas, e Ibarra recuperó el poder. Dictó un bando declarando "traidores de lesa patria" a los firmantes del acta que había designado a Rodríguez como gobernador. Ibarra persiguió física y económicamente a sus opositores, castigándolos con destierros, prisiones y ejecuciones. Aprovechó un fuerte en el medio del monte chaqueño, El Bracho, como campo de concentración, del que nunca nadie pudo escapar. Una famosa heroína santiagueña, Agustina Palacio de Libarona, acompañó voluntariamente a su esposo José María Libarona en El Bracho, hasta que este murió.
Uno a uno fueron cayendo en poder de Ibarra y fueron sometidos a las más crueles torturas y muerte. Fue en venganza por la muerte de su hermano que llenó de terror la provincia. En octubre de 1844, Ibarra se dirigió por carta a su cuñado, Manuel Antonio Saravia, gobernador de Salta, solicitándole la captura del "salvaje revolucionario y asesino" Domingo Rodríguez, que se encontraba asilado en la casa de Juan Nevea. La gestión fue exitosa, Rodríguez fue capturado y enviado a Santiago del Estero, donde fue degollado, previo enchalecamiento.

#### Invasiones de las fuerzas unitarias

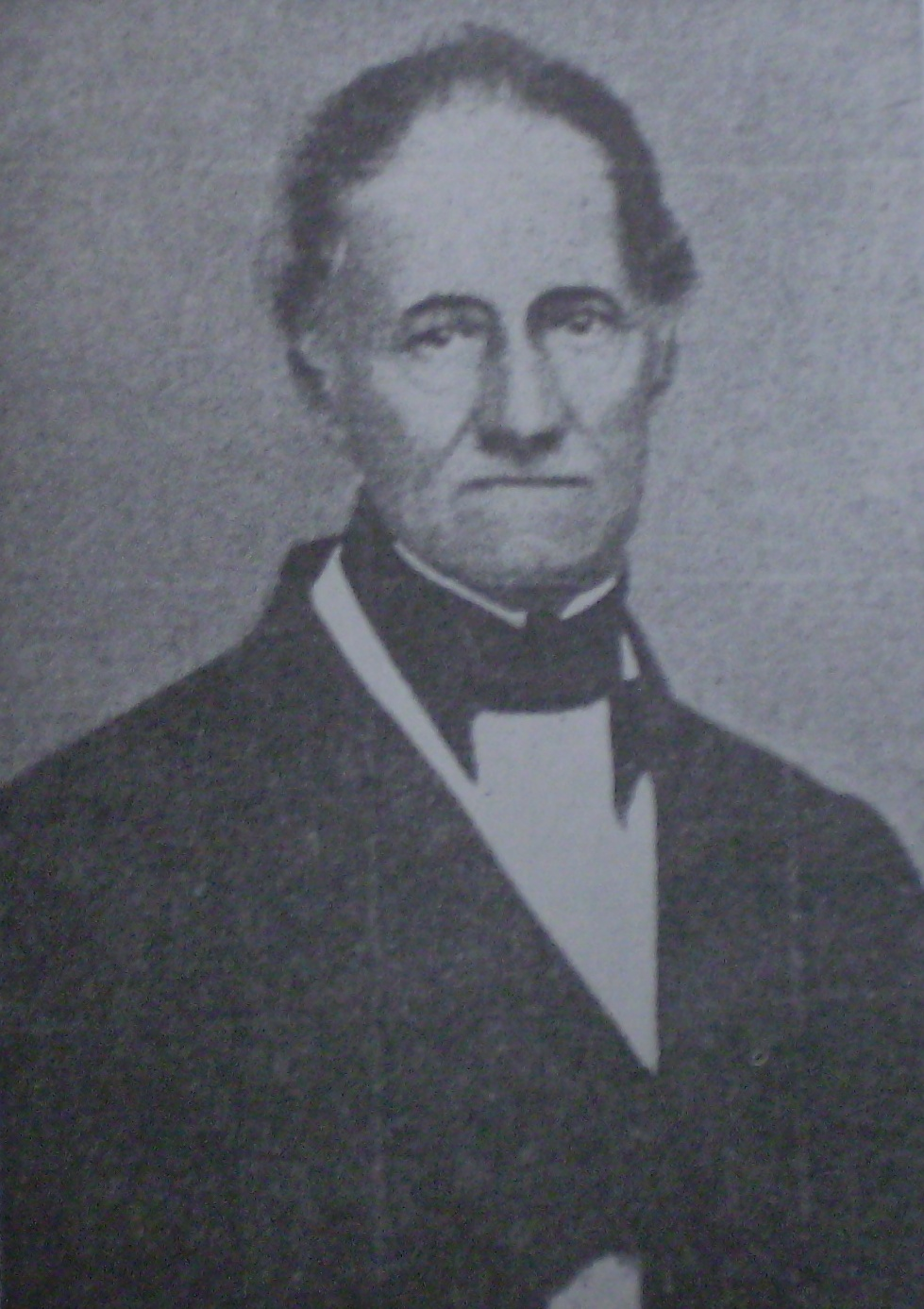
Manuel Solá lideró las invasiones a Santiago del Estero en 1840 y 1841.

El 29 de octubre de 1840, el gobernador salteño Manuel Solá envió un ultimátum a Ibarra, exigiéndole se abstuviera de castigar a los conspiradores, a la vez que le solicitaba su adhesión a la causa anti-rosista. Ibarra no contestó, de modo que los unitarios procedieron a invadir Santiago del Estero.
Una columna de 400 hombres al mando de José Luis de Cano salió de Catamarca y otra de 500, mandada por Manuel Solá, partió de Salta. El objetivo era una ofensiva conjunta en contra de Santiago del Estero, a las que se les sumaría el avance de las fuerzas de Lamadrid desde Córdoba. Pero cuando Ibarra se vio amenazado por una invasión simultánea por tres puntos de su provincia, abandonó silenciosamente la capital seguido de sus fieles soldados.
Desde Salta, entró una división de 400 hombres, al mando del coronel José Pereda. Pero se encontraron con ataques aislados de montoneras conducidas por el sobrino del caudillo, Manuel Ibarra. Las tropas unitarias se perdieron, y sin agua, sedientos y vencidos, resolvieron dirigirse hacia Tucumán. Solá, por su parte, ingresó con sus tropas al mando de su segundo jefe, el coronel Mariano Acha. Para repeler este ataque, el caudillo santiagueño aplicó su táctica favorita; lo dejó recorrer el territorio provincial a su antojo, pero retiró todo lo que pudiera utilizar como recurso o alimento. Solá venció en una escaramuza sobre el río Salado a algunas fuerzas secundarias y, convencido de haber derrotado a Ibarra, ocupó la capital el 4 de noviembre y nombró un gobernador. Pero a los tres días, falto de todo, abandonó la ciudad y se dirigió a Córdoba; el efímero gobernador juzgó prudente seguirlo. La columna invasora bajo las órdenes de Cano, enfrentó a montoneras dirigidas por otro sobrino del caudillo santiagueño, Cruz Ibarra. Tanto Manuel como Cruz eran hijos de Francisco Antonio Ibarra.
Los unitarios fracasaron y el suelo santiagueño quedó nuevamente en manos de Ibarra. Sin embargo, luego de que Lavalle fuera derrotado en la batalla de Quebracho Herrado, las tropas unitarias de Solá y Lamadrid dejaron Córdoba para replegarse hacia el Norte. A principios de enero de 1841, una columna de 500 hombres, esta vez al mando del coronel Acha y acompañado por Solá, invadieron nuevamente Santiago del Estero por órdenes de Lavalle. Apenas entrados en la provincia fueron otra vez vencidos por la táctica de tierra arrasada, de modo que ni siquiera lograron entrar en la capital como lo habían hecho anteriormente. El ejército invasor solo encontraba campos sin pasturas ni cultivos, sin ganado ni personas, ni agua, con los pozos tapados, en leguas a la redonda. Sumado a eso, el excesivo calor del verano santiagueño desalentó a los invasores y el 26 de febrero una división de correntinos, bajo el mando del comandante Ramírez, desertó y se presentaron ante Ibarra para someterse a sus órdenes. Finalmente, los ejércitos unitarios debieron abandonar la provincia derrotados. Acha se retiró a Catamarca y Solá regresó a Salta. Ibarra dispuso la movilización de 2500 a 3000 milicianos con los que empezó a operar en Tucumán, Catamarca y La Rioja, aún bajo poder unitario, aunque otras fuentes reducen la cifra a 2000 santiagueños.
El 26 de agosto de 1841 llegó a Santiago del Estero el brigadier general uruguayo Manuel Oribe, al frente del ejército federal, quien venía persiguiendo los restos de las fuerzas unitarias. Se le unieron allí el tucumano Celedonio Gutiérrez y el coronel Mariano Maza. Oribe buscaba derrotar totalmente a Lavalle y partió hacia Tucumán junto con Ibarra y Gutiérrez. En la batalla de Famaillá, ocurrida el 19 de septiembre de 1841, Ibarra fue jefe del ala izquierda del ejército federal de Oribe y batieron a Lavalle. Al final fue una completa derrota de la coalición. Salvo Lamadrid y Solá, todos los líderes unitarios del noroeste fueron muertos, la mayoría degollados.
Ibarra aprovechó para colocar en el gobierno tucumano a Gutiérrez. También ayudó a su cuñado, Manuel Antonio Saravia, a hacerse elegir gobernador de Salta. Pero eso no le dio poder sobre las provincias vecinas: apenas le garantizó una década de paz.

#### Educación y economía
Durante este período no se abrió ninguna escuela. Las únicas fueron obras precarias de particulares. Tampoco hizo nada por la cultura. En sus treinta años de gobierno no se publicó ningún ensayo literario. Santiago del Estero no tuvo imprenta propia hasta el año 1858, siendo la última provincia en tenerla. Tampoco hubo periódicos, ya que Ibarra no permitió que se fundara ninguno. El primero saldría el 17 de septiembre de 1859 ("El Guardia Nacional"), durante el gobierno de Manuel Taboada.
Los recursos del gobierno de Ibarra provenían de impuestos como la alcabala, la sisa, el impuesto al aguardiente, el extraordinario de guerra, el provincial, las guías, el almacenaje o depósito, el empréstito forzoso, el diezmo, el papel sellado, las patentes, los pasaportes y las multas, la media anata y venta de terrenos, la venta de azogue, el ramo de tabacos, el de vinos, patentes de pulperías, el de cueros, el de mulas, el de carnes, carretas de abasto, alquiler de casas del cabildo y las confiscaciones a los “salvajes unitarios”, aplicado en 1842. El derecho de piso de carretas fue establecido para el mantenimiento de los regimientos en el Fuerte de Abipones, cuya función era contener a los indígenas y proteger el tránsito de las carretas por el camino real.
En 1823, Ibarra dispuso la acuñación de monedas de plata, con el objetivo de fomentar el comercio y reforzar la economía provincial. El metal provino de un aporte realizado por el convento de La Merced. Si bien todas las monedas llevan fecha de acuñación 1823, se continuaron labrando los siguientes dos años. Fueron acuñadas a martillos, con diversos y rudimentarios troqueles; se sabe que hubo falsificaciones. Se acuñaron monedas de ½ real y de 1 real. Tenían en el anverso dos flechas cruzadas, con las iniciales de la provincia (S.E.) en los sectores laterales y la cifra “I”, que hacía referencia a un real, en el sector superior. En las de ½ real el valor estaba omitido. En los reversos ambas lucen un sol radiante abrazado por dos ramas de laurel, cruzados y unidos por una cinta. En las de 1 real, el diámetro era de 17,2 mm y su peso de 2,75 gramos. En las de medio, el diámetro era de 17,2 mm y un peso de 1,55 gramos. Al parecer las piezas contenían tan solo un 20% o 30% de plata. En 1836, ante la delicada situación económica, Ibarra dispuso una nueva emisión, acuñando nuevos reales, pero con la diferencia de que fueron monedas de 1 real, y que en el reverso, debajo del sol, aparecía el gorro frigio de la libertad.
El 23 de abril de 1839, imitando medidas proteccionistas sancionadas por Rosas en Buenos Aires, Ibarra prohibió la introducción en la provincia de toda clase de productos que pudieran competir con los de la industria local, como tejidos, ponchos, frazadas, alfombras y artículos de herrería. También el 10 de julio de 1843, aumentó los impuestos de los productos importados desde los puertos chilenos, como el de Valparaíso y Cobija, haciéndoles tributar el 30% de derecho de alcabala sobre los aforos de las guías, para de esa manera favorecer al puerto de Buenos Aires y a la recaudación que llevaba a cabo Rosas.
En 1847 hubo una epidemia, una gran sequía y hambruna en Santiago del Estero, y por ese motivo Rosas ayudó a Ibarra enviándole 30 mil cabezas de ganado. Luego, al advertir las grandes dificultades de ese envío, se reconsideró el mismo, cambiándolo por un envío de 25 mil pesos fuertes, que era el valor aproximado de esas cabezas de ganado. El envío sería en cuotas mensuales, y durante más de un año llegaron los envíos de 60 onzas de oro cada uno, es decir de 2500 pesos fuertes. Para administrar esos fondos, Ibarra designó una comisión especial integrada por Ángel Carranza, Manuel de Palacio y Santiago del Villar.

### Sus últimos tiempos
Desde el final de esta guerra hasta la muerte de Ibarra, no aconteció nada en Santiago del Estero. No hubo guerras civiles, ni se hicieron obras públicas, ni reformas políticas. El crecimiento económico fue bajo, y no hubo avances en la frontera contra los indígenas. Aunque, igualmente, las acciones en este último punto recrudecieron a partir de 1840.
En agosto de 1844, el gobierno de Catamarca le propuso una alianza para combatir a Ángel Vicente Peñaloza, pero Ibarra guardó prudente silencio. Con motivo del bloqueo anglo-francés del Río de la Plata, Ibarra elevó una proclama al pueblo santiagueño fechada el 13 de abril de 1845.
El 16 de diciembre de 1848, Ibarra escribió a Rosas haciéndole saber que había dispuesto por testamento que, cuando él falleciera, la provincia de Santiago del Estero quedara bajo la protección del "Ilustre Restaurador de las Leyes".
El caudillo enfermó de hidropesía en 1849 y Rosas envió a sus mejores médicos para que lo atendieran. Próximo a su muerte hizo su testamento, en el que no solo nombraba albaceas testamentarios para sus bienes, sino también para el gobierno de su provincia, que colocó bajo la protección de Rosas. Pero el gobernador porteño tenía problemas mucho más serios, como el Pronunciamiento de Urquiza que terminaría con su largo gobierno. También pidió ser enterrado en el templo de La Merced.
Juan Felipe Ibarra murió en la ciudad de Santiago del Estero a las 10:15 de la mañana del 15 de julio de 1851, a la edad de 64 años. Tenía su cuerpo hinchado por la enfermedad. Esa misma tarde sus restos fueron trasladados al convento de La Merced, velados allí y sepultados en un monumento especial construido al lado de la sacristía. De esta manera los mercedarios evidenciaron su gratitud para con Ibarra por haber construido su templo.
Tras una corta guerra civil entre sus herederos, uno de ellos, Manuel Taboada, pasó a dominar la política santiagueña por los siguientes veinticuatro años. Pero se alineó con los unitarios.
Ibarra fue el primer gobernador de su provincia y fue también el gobernante argentino que más tiempo ocupó un gobierno: treinta y un años, con una interrupción de poco más de uno. Solo Justo José de Urquiza se le acercó, gobernando desde 1842 hasta 1870, con una interrupción de cuatro años.

## Matrimonio y descendencia

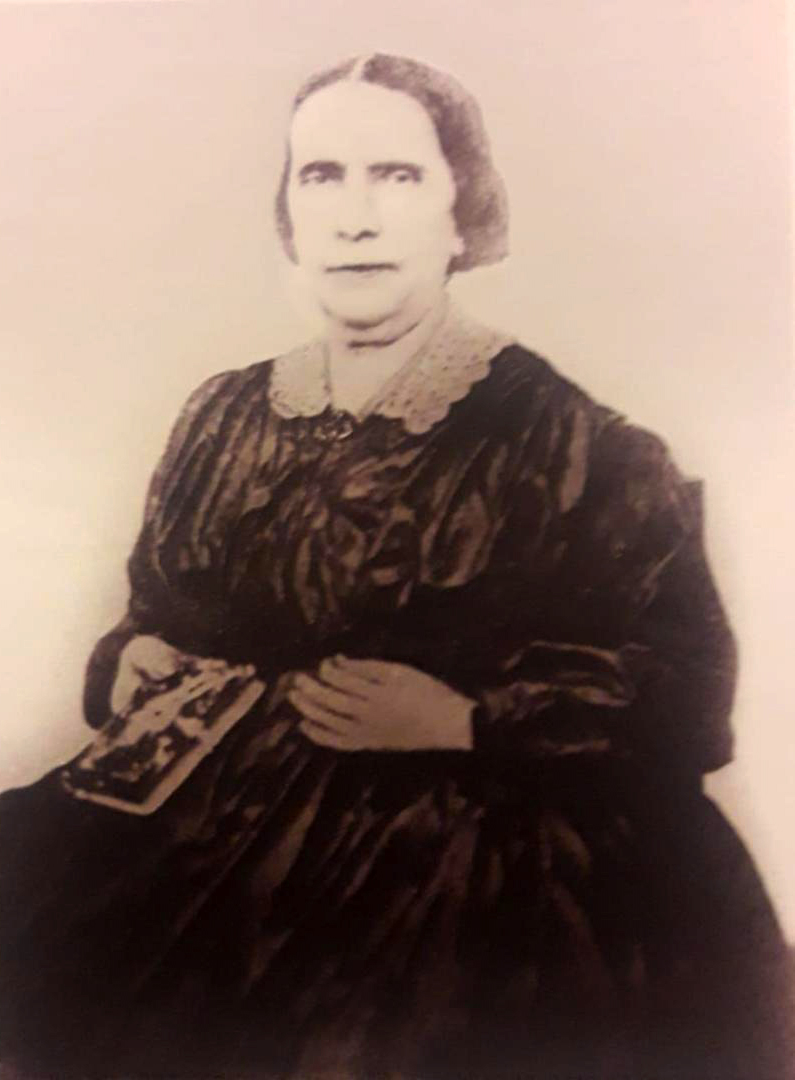
Buenaventura Saravia Arias, esposa de Juan Felipe Ibarra.

Juan Felipe Ibarra contrajo matrimonio con Buenaventura Saravia Arias, quien nació en 1803 en la ciudad de Salta. Fue hija del doctor Mateo de Saravia y Jáuregui, un militar y estanciero de renombre, y de Inés Arias Castellanos. Apodada "Ventura, fue la segunda de cinco hermanos, entre ellos Manuel Antonio y José Manuel, ambos fueron más tarde gobernadores de la provincia de Salta.
Ibarra tenía amistad con el doctor Mateo de Saravia, y en una visita que le hizo conoció a Buenaventura. Durante dos años, Ibarra fue a visitarla, hasta que el 16 de mayo de 1820 contrajo matrimonio con ella. Para ese fin, Ibarra envió una comitiva a Salta con dos comandantes, diez soldados y su apoderado Faustino Silvetti, quien llevó a cabo el casamiento en su nombre.
Dos días más tarde, Ventura llegó a Santiago del Estero en una volanta lujosa y fue recibida con una fiesta en la residencia del gobernador, donde asistieron muchos invitados. Sin embargo, luego de haber compartido con ella esa noche, a primera hora del día siguiente Ibarra la devolvió a su padre. Años más tarde, el 17 de mayo de 1836, le otorgó una licencia matrimonial.
Entre las diferentes explicaciones de este inusual suceso, se toma en cuenta que Ventura habría confesado a Ibarra que se casó con él por imposición de su padre y no por un genuino deseo amoroso. Otras versiones afirman que Ibarra revisó los documentos matrimoniales, descubriendo que Ventura era hija extramatrimonial de su padre. Esto habría motivado a que fuera inmediatamente restituida a su hogar paterno.

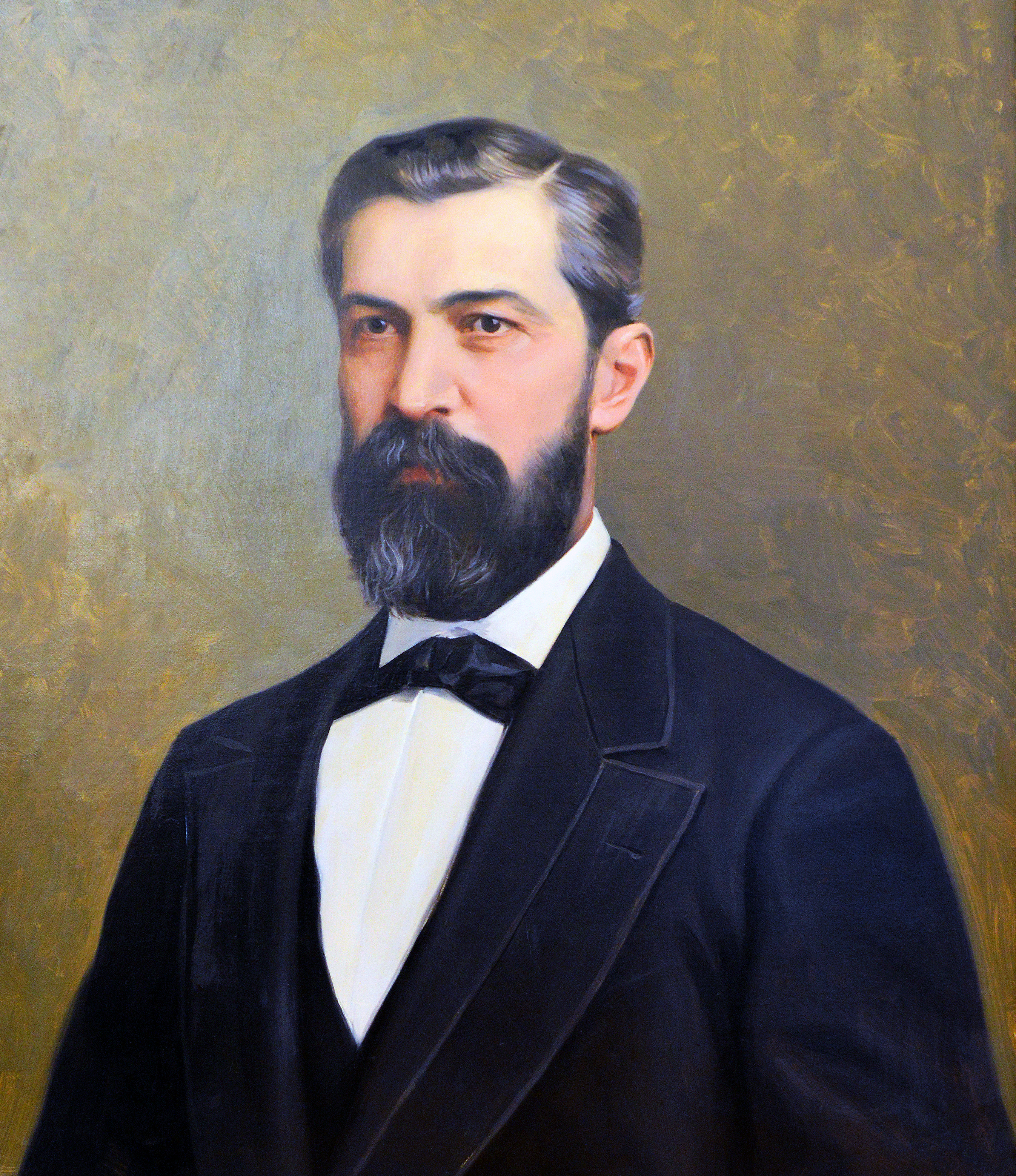
Absalón Ibarra, hijo extramatrimonial de Juan Felipe Ibarra.

El historiador fray Alonso de la Vega negó que Ibarra haya repudiado a Buenaventura, ya que las relaciones entre Ibarra y la familia de su esposa (tanto con su suegro y cuñado gobernador de Salta) fueron cordiales. Y asegura que la licencia marital que Ibarra dio a su esposa, fue con motivo de un viaje que ella debió efectuar a Perú para ser albacea testamentaria luego del fallecimiento de su padre. También agrega que Ventura cuidó y atendió a Ibarra en sus últimos días, mostrando dolor en su velatorio y exequias. Luego del fallecimiento de Ibarra, los bienes de Buenaventura fueron confiscados y tuvo que refugiarse en San Miguel de Tucumán, donde falleció anciana.
Ibarra no volvió a casarse, ni tuvo descendencia legítima. No obstante, tuvo un romance con Cipriana Carol Lezana, quien era una joven veinteañera, rubia y de bellas facciones. Pertenecía a una tradicional familia santiagueña, ya que era hija de José F. Carol y Francisca Lezana. Hizo vida de pareja con Ibarra y su relación fue aceptada por las familias de ambos.
Tuvo un hijo extramatrimonial con ella: Absalón Ibarra. Nació en Villa Matará en el año 1834. Fue criado como un hijo por su tía Águeda Ibarra y Leandro Taboada, padres de Antonino y Manuel Taboada, caudillos unitarios en los años siguientes. Absalón fue senador nacional y gobernador de Santiago del Estero en dos oportunidades (1864 y 1873).

## Personalidad y aspecto físico
Ibarra creció en un ambiente de ataques, malones de indígenas, robos, violaciones, crímenes y venganzas por parte de los blancos hacia las etnias chaqueñas. Todo eso modeló su carácter áspero, rebelde y desconfiado. A pesar de eso, el general Belgrano le tenía cierto reconocimiento por su constancia y valor, confiándole la instrucción de 200 de sus hombres. Lo llamaba afectuosamente "el saladino Ibarrita".
Ibarra era un hombre solitario, poco comunicativo y callado. No se sabe que haya tenido una verdadera amistad, salvo con su hermano Francisco Antonio ("Pancho"). Cuando llegó a sus últimos años quedó solo, sin amigos, quizás por pensar solo en el poder.
Nunca anticipó a nadie cuáles iban a ser sus decisiones, no confiaba en nadie. Se hacía rogar para que aceptara el cargo de gobernador, que se sacrificara por aceptarlo, que lo hiciera por su pueblo. Fue inexorable y tenaz con sus enemigos; sin embargo, se caracterizó por su religiosidad. Mandó a construir o reconstruir templos en su provincia, ayudó a las iglesias y mantuvo buenas relaciones con los sacerdotes. Fue rígido con los subalternos que no asistían a misa, y dispuso que ellos deberían hacerlo, como lo hacía él.
De estatura regular, era robusto y grueso de cuerpo. Tenía mirada desconfiada y expresión imponente, rígida, sobre todo cuando estaba de mal humor. Su piel era de color trigueño, y sus cabellos eran negros, abundantes y duros; su físico era similar al de un indígena.

## Ibarra y la persecución a sus enemigos

### Intento de asesinato de Ibarra

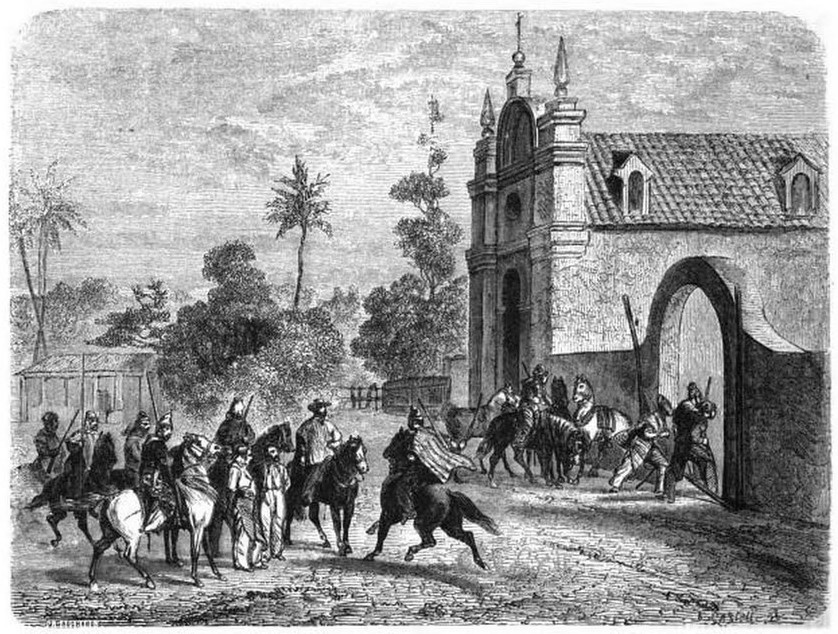
"Los soldados de Ibarra", dibujo de Horace Castelli. Extraído del libro "Le tour du monde" Vol. 3 de Édouard Chatton.

Miguel Sauvage era un inmigrante francés, químico, farmacéutico y astrónomo. Se casó con Constanza Maguna, hermana de Dionisio Maguna, con quien tuvo dos hijas. Sauvage tenía su vivienda en la esquina de las actuales calles Avellaneda y Buenos Aires, en Santiago del Estero. Se encontraba en la misma cuadra donde estaba situada la residencia de Juan Felipe Ibarra. En la parte del frente de su morada, Sauvage tenía su botica o laboratorio, y en la misma se llevaban a cabo reuniones de opositores a Ibarra. El caudillo estaba perfectamente informado de esas reuniones y sus concurrentes.
En 1822 Sauvage había ayudado a Ibarra a acuñar monedas, pero el gobernador lo acusó de haber acuñado algunas de más, para él, o falsificarlas. Lo condenó a cien azotes en sus nalgas en la plaza Libertad, además con embargo sobre sus bienes. Sauvage nunca perdonó esa acusación y castigo, y buscó la oportunidad de tomar venganza. Él conocía todos los detalles de la casa de su vecino Ibarra y en especial la costumbre del gobernador de dormir en un catre, que se lo ubicaba en una esquina o intersección de dos galerías, frente al patio principal, en las calurosas noches de verano. Allí encontró la oportunidad que buscaba.
En la noche de Navidad de 1823, luego de la fiesta y aprovechando que el custodio de Ibarra había ingresado a la vivienda, Sauvage tomó su escopeta, ingresó a la vivienda del caudillo, se acercó sigilosamente al catre, le apuntó y disparó dos veces a la persona que dormía en ese momento, ocasionándole la muerte. Tras ese hecho, emprendió la huida hacia Tucumán. Sin embargo, no tuvo éxito en su intento de magnicidio, ya que la persona que dormía en el catre esa noche no era Ibarra, sino Damián Garro, un amigo tucumano de Ibarra que había ido a visitarlo.
Sauvage fue detenido en su huida y muerto por orden de Ibarra el 22 de enero de 1824. Una versión indica que habría sido fusilado, otra que fue ahorcado, y según su tataranieta fue “enchalecado”. Como consecuencia de esto, su esposa enloqueció y sus hijas fueron criadas por monjas. Otra versión indica que Sauvage le había prometido unas monedas a los soldados que vigilaban la casa de Ibarra, para que le avisaran la oportunidad que él se acostara a dormir en el patio. Estos soldados le avisaron a Sauvage, cobraron las monedas, pero también le avisaron a Ibarra. Sabedor este de lo que podría ocurrir, envió a su invitado a acostarse en esa cama.
Durante el gobierno de Ibarra, los extranjeros fueron perseguidos. Entre la escasa formación cultural del gobernante y la ignorancia del pueblo, se formó un clima para tildar a los europeos de perturbadores y herejes.

### Arresto de Percy Lewis y conflicto diplomático
En 1827, fue apresado en Santiago del Estero el ciudadano y diplomático inglés Percy S. Lewis, encargado de negocios de ese país. Una vez detenido, fue enviado al Fuerte de Abipones, lo que dio origen a un incidente internacional. Percy Lewis era hermano del médico Guillermo Lewis, también inglés y casado con la santiagueña Modesta Ávila. Guillermo curó las heridas al general Lamadrid y le salvó su vida luego de la batalla de El Tala. Por este motivo, Ibarra ordenó confiscar los bienes a Guillermo y detuvo a Percy. El ministro plenipotenciario británico formuló una protesta y reclamo de investigaciones e indemnizaciones. Al parecer el detenido estaba involucrado en el tráfico de armas destinadas a los unitarios del Norte. El gobernador santiagueño reconoció la vigencia de los tratados internacionales, pero expresó que estaba dispuesto a reprimir y castigar a cualquier extranjero que se inmiscuyera en cuestiones domésticas del país. Y le incautó la suma de mil pesos que traía consigo, por ser enemigo de las autoridades. Percy Lewis estuvo prisionero por casi dos años.

### Represalias contra los unitarios de 1830
Luego de que Román Deheza asumiera como gobernador de Santiago del Estero en 1830, este designó como su ministro al sacerdote doctor José Casiano Romero, sobrino del presbítero Pedro Francisco de Uriarte. Una vez que Ibarra retomó el poder en 1832, confinó a toda la familia del doctor Romero en El Bracho, exigiendo un rescate de ocho mil pesos. Uriarte fue el que pagó ese rescate.
También el santiagueño José Bruno Neirot, oficial que estaba bajo las órdenes del general José María Paz, participó del ataque que sacó a Ibarra del poder en 1830. Cuando este último regresó al gobierno, garantizó la vida de Neirot para que regresara a Santiago del Estero. Cuando este volvió, Ibarra lo mandó a degollar en El Bracho en 1831.
En 1833 hizo envenenar a Pedro Pablo Gorostiaga, padre de José Benjamín Gorostiaga, cuando él y su familia ya habían partido al exilio, desterrados por orden de Ibarra.
En 1840 detuvo a Juan Balmaceda, quien había sido comandante general de las fronteras durante el gobierno de Román Deheza. Ibarra le tenía un profundo rencor ya que le había sustraído algunos animales de su estancia cuando estuvo junto a Deheza. Le aplicó el tormento del retobado o enchalecado, que consistía en hacer sentar a la víctima en un cuero de un vacuno recientemente carneado, se le hacía poner la cabeza entre sus piernas, y el cuero era cosido a su alrededor en forma muy ceñida o ajustada. Esa bola de cuero con la víctima adentro, era dejada bajo el sol. Al secarse el cuero, oprimía el cuerpo de tal manera que la víctima, presa de los más atroces dolores y lamentos, moría luego de una larga agonía.

### Asesinato de Dionisio Maguna
Dionisio Maguna era un hacendado que representó al departamento Copo en la Asamblea que declaró la autonomía de Santiago del Estero en 1820, siendo uno de los firmantes del acta. Debido a su carácter fuerte, con el tiempo tuvo diferencias con el gobernador Ibarra y pasó a ser uno de sus activos opositores. En 1832, Maguna fue denunciado por vecinos de la estancia Tenené por robo de animales. La autoridad ordenó en consecuencia el desalojo de Maguna y de todos sus dependientes del inmueble, bajo apercibimiento de "lanzamiento". Por un error de interpretación, se entendió que se debía lancearlo en lugar de lanzarlo. Maguna fue asesinado a lanzazos, y en la investigación y juicio que se llevaron a cabo posteriormente, los acusados fueron absueltos. Lo cierto era que Maguna y Sauvage eran cuñados y enemigos de Ibarra; además por la buena posición económica de Maguna, resulta ilógico que se haya dedicado al robo de animales. Y de ser cierto, de ninguna manera correspondía aplicarle la pena de muerte. El juez Antonio Silvetti, muy cercano a Ibarra, absolvió al asesino.

### Tormentos y castigos a los sublevados de 1840

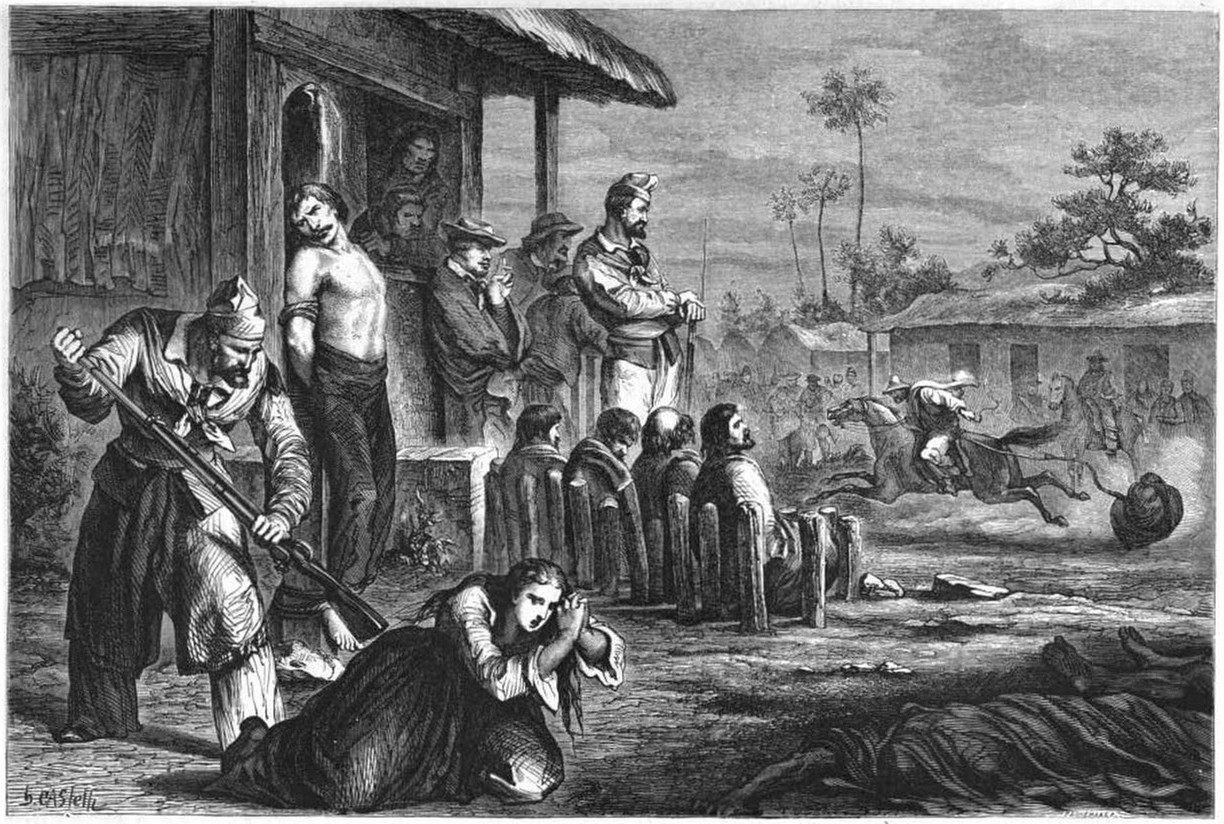
"Las víctimas de Ibarra", dibujo de Horace Castelli. Extraído del libro "Le tour du monde" Vol. 3 de Édouard Chatton.

En ese año, el capitán Santiago Herrera había sido uno de los oficiales que participó en el alzamiento del 25 de septiembre contra Ibarra. Herrera fue aprehendido y herido a sablazos. Cuando le ataron, Ibarra mandó que le apretaran mucho las cuerdas sobre sus mismas heridas. Le aplicaron la tortura del retobado con una inaudita crueldad. Lo pusieron en un cuero en redondel, lo obligaron a sentarse en medio y después de haberle metido la cabeza entre las piernas, cosieron en su rededor el cuero apretando su cuerpo, para lo cual se sentaron encima algunos hombres. Cuando la bola de cuero que contenía a Herrera quedó reducida al menor volumen posible, la ataron a un caballo por medio de una cuerda y la llevaron saltando por las calles hasta que dio su último suspiro. También el comandante Domingo Rodríguez, quien fue el cabecilla del levantamiento de ese año, fue enchalecado en El Bracho.
En 1841, Ibarra hizo que su sobrino, Manuel Ibarra, fuera a la provincia de Salta y allí capturara violentamente a Mariano Salvatierra, que poca o ninguna participación había tenido en la sublevación de septiembre de 1840. Manuel lo condujo a Santiago del Esteo y apenas pisado los límites de la provincia, lo degolló.
Al resto de los firmantes del acta de 1840, que no fueron enchalecados o enviados a El Bracho, o azotados (como Norberto Neirot y Clemente Benguria), los hizo atar en cada uno de los naranjos de la quinta de la señora Elisa Gorostiaga de Iramaín, en la actual esquina de avenida Belgrano y Sáenz Peña de la ciudad de Santiago del Estero (actual terreno de las Hermanas Franciscanas). En ese lugar, Ibarra enviaba a sus enemigos y presos políticos para que fueran estaqueados o retobados.
A sus enemigos los enviaba al fortín El Bracho, adonde los hacía padecer, alimentarse de raíces, los entregaban a los pumas para que los devoraran, etc.

### José Libarona y la heroína de El Bracho

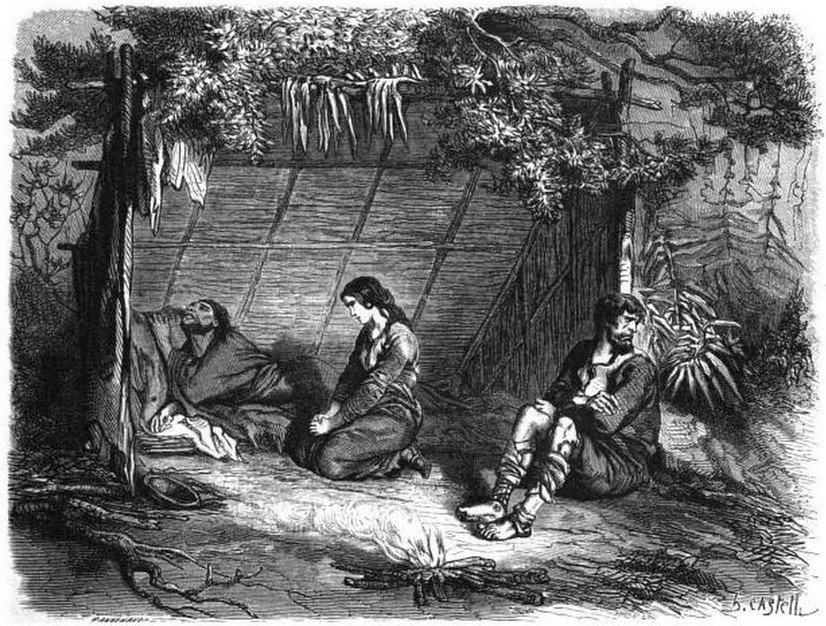
"El rancho de don José María de Libarona", dibujo de Horace Castelli. En el mismo se representa a Libarona, Agustina Palacio y Únzaga. Extraído del libro "Le tour du monde" Vol. 3 de Édouard Chatton.

José María Libarona fue quien redactó el pronunciamiento de 1840 en contra de Ibarra y fue también uno de sus firmantes. A causa de esto fue tomado prisionero cuando Ibarra retomó el poder. El martirio que sufrió fue un episodio único de salvajismo político. Su esposa, Agustina Palacio, acudió ante el ministro de gobierno, Adeodato de Gondra, para que interceda; pero este se lavó las manos. Libarona fue trasladado al Fortín El Bracho junto a Pedro I. Únzaga. Agustina se presentó ante el mismo Ibarra para suplicar su clemencia. Furioso, el gobernador la insultó y la echó. Sin tenerle temor, Agustina le pidió que al menos la autorizara para trasladarse hasta El Bracho. Ibarra, ante la inistencia, asintió. Agustina dejó a su hija menor, aún bebe de pecho, con sus hermanas, y partió con su hija mayor. Libarona lloró de alegría al verlas llegar, pero le suplicó a Agustina que dejaran el lugar, ya que no era sitio para una mujer y una niña pequeña, dada la falta de comida, las enfermedades, los insectos y animales peligrosos que rondaban la zona. Agustina tuvo que regresar a Santiago del Estero.
Días más tarde, Ibarra ordenó que Únzaga y Libarona fueran llevados adentro del bosque santiagueño. Agustina acudió sola nuevamente a El Bracho para ver a su marido, viajando de día y de noche sin parar. Al llegar, su marido se encontraba demasiado flaco, afiebrado y había perdido la razón. Ya no la reconoció y en ciertas ocasiones trató de agredirla. Únzaga estaba herido y cubierto de úlceras. Ella pidió médicos, pero ninguno quiso acudir. Unos meses más tarde, Ibarra dio la orden de que los prisioneros fueran internados aún más lejos. Allí fueron atacados por indígenas y estuvieron bajo la constante amenaza de animales salvajes.
Agustina buscó cualquier medio para sobrevivir y poder cuidar a su marido. Amamantó al hijo de una aborigen enferma y tejió a cambio de alimentos. Armó un precario rancho para proteger a Libarona. Caminaba leguas para buscar agua, bajo la mirada indiferente de los guardias a quienes nunca les importó su sufrimiento. Ibarra dispuso un último traslado hacia el desolado paraje llamado La Encrucijada. Finalmente Libarona falleció el 11 de febrero de 1841, en los brazos de su mujer, y fue enterrado en el mismo sitio donde murió. Agustina Palacio, quien años más tarde sería reconocida como la heroína de El Bracho, partió tiempo después con sus hijas hacia Tucumán y no regresó jamás a Santiago del Estero.
El 24 de agosto de 1844, Ibarra hizo degollar a Únzaga, quien fue padre de Pedro Firmo Únzaga, gobernador de Santiago del Estero en 1883.

### Exiliados
A causa de Ibarra, se fueron al exilio muchas familias y muchos hombres lúcidos que no regresaron a Santiago del Estero. Algunas de esas familias fueron los Gorostiaga, los Alcorta, los Únzaga, los Frías, los Palacio, los Neirot, los Lavaysse, etc. Fue una larga caravana de exiliados, proscriptos y prófugos, constituida por mentalidades robustas, temperamentos ardientes, vigorosos de carácter, templados por la pasión y la lucha.

## Crítica

### A favor
Juan Felipe Ibarra defendió con tenacidad las fronteras de su provincia: combatió a los aborígenes y a los caudillos de las provincias vecinas que la invadían. Defendió la autonomía santiagueña, combatió el alcoholismo, prohibió el juego, no permitió la vagancia u holgazanería, combatió a los ladrones y cuatreros con penas de 200 azotes. Obligó a sus funcionarios cumplir con los preceptos religiosos y asistir a misa todos los domingos.
El historiador Orestes Di Lullo lo definió como:

Figura prócer de mayo, guerrero de la independencia, fundador de la autonomía, campeón del federalismo, altivo custodia de la santiagueñidad, fiel y sincero amigo, caviloso, taciturno, oportunista, iracundo, severo, guardia permanente del derecho de su pueblo, atisbando las fronteras ya contra el hermano invasor o contra la nación que pretenda violar la jurisdicción a su mando. Durante treinta años no permitió la menor infracción contra el sagrado territorio de la provincia.

José N. Achával opinó:

Él se convirtió en el centro de la organización federal en el Norte, a la vez que su acción decidida al hacer frente a la Coalición del Norte había salvado la unidad nacional y evitado el desmembramiento de Jujuy y Salta. No es pues de extrañar que su figura de patriarca federal mereciera el respeto y consideración de los pueblos de las provincias vecinas que verían en él al caudillo por antonomasia.

También Luis Alén Lascano concluyó:

Prócer de la organización federal, Ibarra cumplió su destino entre el amor de su pueblo, y al morir dejó consolidada la vida santiagueña, honrada y respetada entre los estados argentinos.

Raúl A. Juárez sostuvo que:

Fue un hombre extraordinario y fuera del nivel común, su gobierno fue el de duración más prolongada en el continente americano. Apeló a vigorosa energía, llegando hasta la crueldad misma, en aras de una finalidad superior. Tuvo un inmenso valor político militar, particularmente contra la Liga del Norte; y su intuición, táctica y sacrificio, significó utilidad positiva para el éxito de la Confederación.

### En contra
Otros historiadores muestran la otra faceta de la personalidad de Ibarra, destacando su tiranía, despotismo y autoritarismo.
En esa postura, el historiador santiagueño Andrés A. Figueroa afirmó:

Una personalidad que no ha salido del marco de la vulgaridad si no por sus crueldades y tropelías. Es un caudillo que ha sido juzgado hasta ahora sin el conocimiento de muchos de los actos de su índole individual. Ha cometido atrocidades sin nombre, rebajando la condición humana. Su característica fue la venganza.

Según Alfredo Gargaro:

Santiago del Estero tuvo la desgracia de ser gobernada por un tirano vitalicio por excelencia. El año 1838 terminó para Santiago del Esteo en medio de una dramática situación en la que cobra relieves propios la figura siniestra y sombría de Juan Felipe Ibarra.

En otras obras afirmó:

El 15 de julio dejaba de existir, en medio de la indiferencia del pueblo que mantuvo sujeto a su tiránica voluntad por espacio de treinta años, Juan Felipe Ibarra, vida que llevó por lema "lo quiero, lo mando, sirva mi voluntad de razón". Aquella existencia de triste recuerdo, aún después de desaparecer dejó una sombra amarga como herencia.

Mientras José María Paz era culto, dotado de inteligencia y de gran firmeza de carácter, Juan Felipe Ibarra, como producto de la selva, era bárbaro, vengativo y cruel.

Miguel A. Garmendia expresó:

Qué extraño que después del arranque heroico de 1810, Santiago soporte la oscura tiranía, la más prolongada que haya oprimido a pueblo alguno de la República.

Según el escritor e historiador Paul Groussac:

Sería una sangrienta injusticia decir que, por este acto de insensatez, Santiago mereció ser gobernado por Ibarra. No creo que población alguna cubierta de crímenes e infamias, mereciera jamás como castigo el oprobio de un Ibarra. Pero, cuando más tarde la provincia toda se desangraba por sus venas abiertas, cuando se sustituía el degüello, demasiado noble, por el enchalecamiento, el retobamiento en un cuero fresco, que parecen renovados de las monstruosidades romanas (...); cuando nada quedó en pie de lo que era en otros tiempos la civilización, seguridad, honradez; y el ser santiagueño importaba tanto como ser esclavo o proscripto, entonces pudieron golpearse el pecho, los turbulentos politicastros del año 1820, que, en demanda de orden y libertad, sacaron de su fortín de indios al rudo gaucho de Matará.

El historiador Ángel Justiniano Carranza también escribió sobre Ibarra:

No puede ser absuelto de la tortura infringida al bravo Santiago Herrera, Tulco y otros mártires, ni del encarcelamiento, vejamen y exilio a El Bracho a ciudadanos distinguidos, en los treinta años que mandó a capricho a la provincia, personalizando el poder, para dejar inoculado el aislamiento y el espíritu retardatario o montonero en las altas esferas de la autoridad, luego de extirpar el postrer germen de la regeneración, en holocausto a la barbarie y al retroceso, que son el arsenal inagotable de la idolatría del absolutismo.

Bernardo Canal Feijóo lo calificó como:

Mandón mediterráneo que hace un siglo adormeció a su terruño bajo una tiranía de treinta años.

Alejandro Gancedo, en la misma línea crítica, sostuvo:

La historia de la provincia es el cuadro más lamentable y triste que un pueblo puede ofrecer en pleno siglo XIX. Todo es una tragedia en la que con preferencia figuran personajes de forma humana con el más desenfrenado salvajismo y víctimas con tormentos atroces, cuyo simple recuerdo horroriza.

El poeta e historiador Ricardo Rojas manifestó:

Después de 1810, durante la tiranía de Ibarra, tampoco hubo en Santiago imprenta, ni escuelas ni tribunas. No las necesitaba el sombrío caudillo. Aliado de Rosas, lo superó en el mal sin emularlo en la grandeza. Las pocas tentativas de reacción fueron ahogadas en sangre. Mitre lo ha comparado con Iván "el Terrible", por su crueldad, y López lo ha flagelado en páginas vehementes. Su nombre no podrá ser rehabilitado, pero la historia lo explicará como una expresión de su medio.

## Homenajes

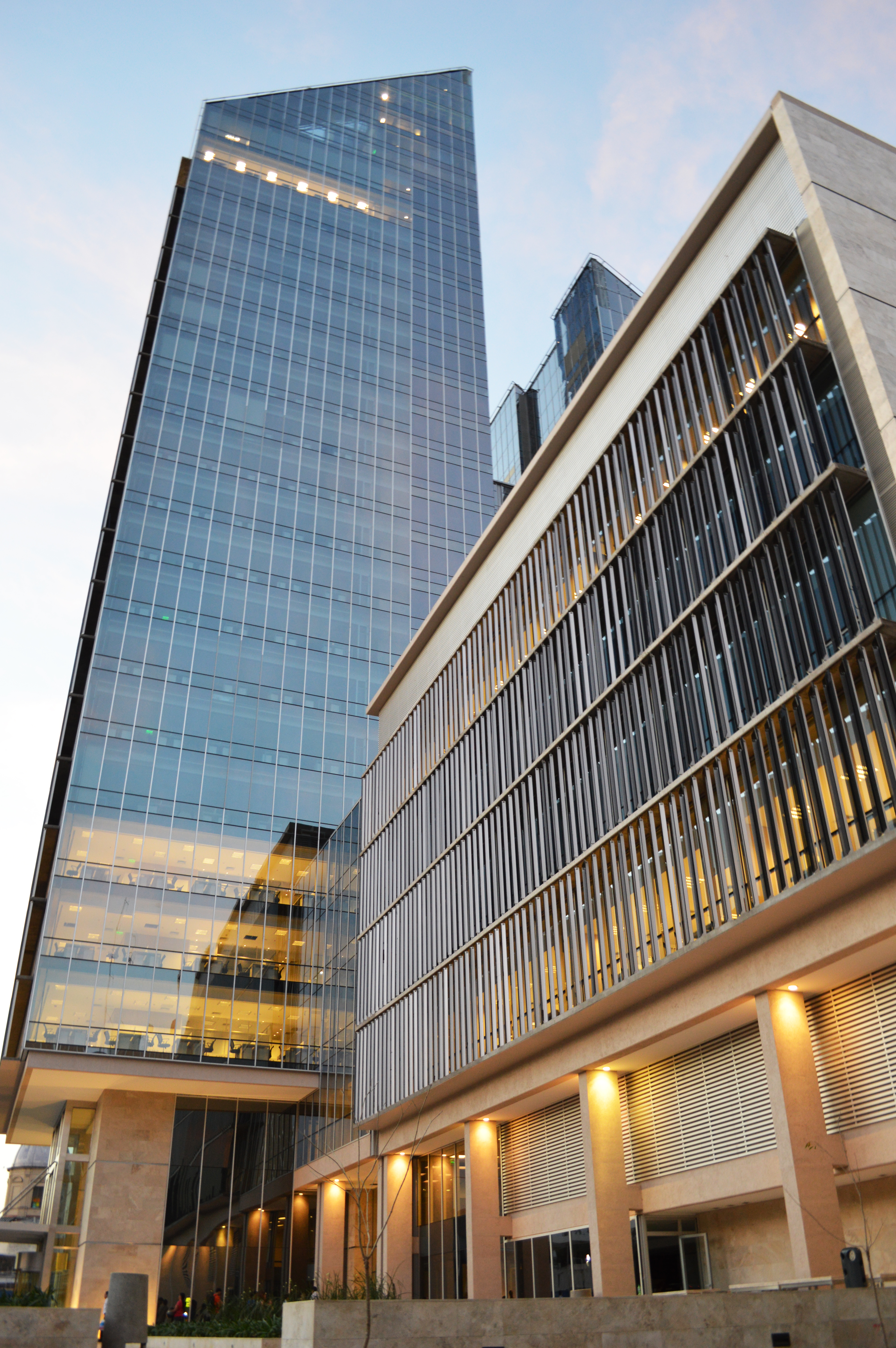
Complejo Juan Felipe Ibarra.

Por ley provincial 4091, del 30 de mayo de 1974, se le confirió el nombre de Departamento Juan Felipe Ibarra al antiguo departamento Matará. También se impuso el nombre de Ibarra al Salón de Acuerdos de la Casa de Gobierno de Santiago del Estero. Además, un barrio de la ciudad de Santiago del Estero lleva su nombre.
Mediante la ley provincial 5846, se creó el Instituto Ibarriano, con la finalidad de estudiar e investigar la vida del caudillo santiagueño, reivindicar su figura como defensor del sistema federal y de la autonomía.
En 2014, fue inaugurado el Complejo Juan Felipe Ibarra en la ciudad de Santiago del Estero. Se trata de un conjunto de edificios que albergan ministerios y dependencias del gobierno de la provincia de Santiago del Estero.